# Ross O’Hennessy
Ross O’Hennessy (ur. 1974 w Walii) – walijski aktor filmowy, telewizyjny i teatralny. Wystąpił w serialach: Gra o tron, Demony da Vinci, Muszkieterowie i Posłaniec gniewu.

## Życiorys
Urodził się w walijskiej rodzinie klasy robotniczej. W wieku 16 lat wiedział, że chce być aktorem. Mając 18 lat opuścił Walię i przeprowadził się do Londynu, aby rozpocząć karierę. Ukończył Pontllanfraith Comprehensive School.
Został przyjęty do National Youth Theatre, gdzie uczył go aktor Hakeem Kae-Kazim. Po występach na londyńskiej scenie w Maggie May, Burzy i Makbecie w Londynie, Ross zdobył stypendium sir Johna Millsa i gazety „The Stage”, które umożliwiły mu udział w trzyletnim kursie aktorskim w Mountview Academy of Theatre Arts.
Na festiwalu teatralnym w Chichester zagrał w sztuce Wizyta starszej pani u boku  Lauren Bacall w reżyserii Terry’ego Handsa. Potem w wieku 21 lat dołączył do Royal Shakespeare Company, gdzie wystąpił w przedstawieniach: Jak wam się podoba, Three Hours After Marriage i Troilus i Kresyda. W 2015 zaczął pracować nad serialem Kurtem Sutterem o czasach średniowiecza.

## Filmografia
- 2001: Ostateczne rozwiązanie jako adiutant oficer SS
- 2001: Lexx jako Cedric
- 2006: Torchwood jako sierżant Johnson
- 2013–2014: Demony da Vinci jako komandor Quattrone
- 2014: Szpital Holby City jako Barry Mackenzie
- 2015: Gra o tron jako RattleShirt – Lord of Bones
- 2015: Posłaniec gniewu (The Bastard Executioner) jako Locke
- 2015:  Muszkieterowie jako Barbier